# Lasserre-de-Prouille
Lasserre-de-Prouilhe é uma comuna francesa na região administrativa de Occitânia, no departamento de Aude. Estende-se por uma área de 4,16 km². Em 2010 a comuna tinha 274 habitantes (densidade: 65,9 hab./km²).